# Конкубина
Конкуби́на (лат. concubina, от лат. con — вместе, и лат. cubare — лежать) — в древнем Риме незамужняя женщина низшего сословия, находившаяся в сожительстве с мужчиной. Такое отношение, называемое в Римском праве конкубина́том (лат. concubinatus), не было зазорным, но было лишено всех прав, какие имел законный брак. Дети конкубины считались незаконнорождёнными. Термин, в основном, применяется в отношении римского и христианского права.
В Римском праве, рождённые в конкубинате, в отличие от рождённых вне брака детей, имели права на наследование после родителей, был установлен порядок их узаконивания и т. п. Ряд прав был признан и за конкубиной.
Второе отличие — отсутствие свадебной церемонии и отсутствие претензий мужчины в случае, если женщина-конкубина уйдёт к другому. Конкубиной не могла быть куртизанка.
Если мужчина заводил конкубину во время своего официального брака, то это могло являться супружеской изменой, но в случае, если жены не было, то это являлось просто незарегистрированным браком. С другой стороны, конкубина могла быть официальной фавориткой.

## Римское право
В римском праве постоянное (не случайное) дозволенное законом сожительство мужчины и женщины. Конкубина не разделяла социального положения мужа. Кроме того, мужчина в республиканскую эпоху мог состоять и в законном браке, и в конкубинате (с разными женщинами).

## Конкубинат в христианстве

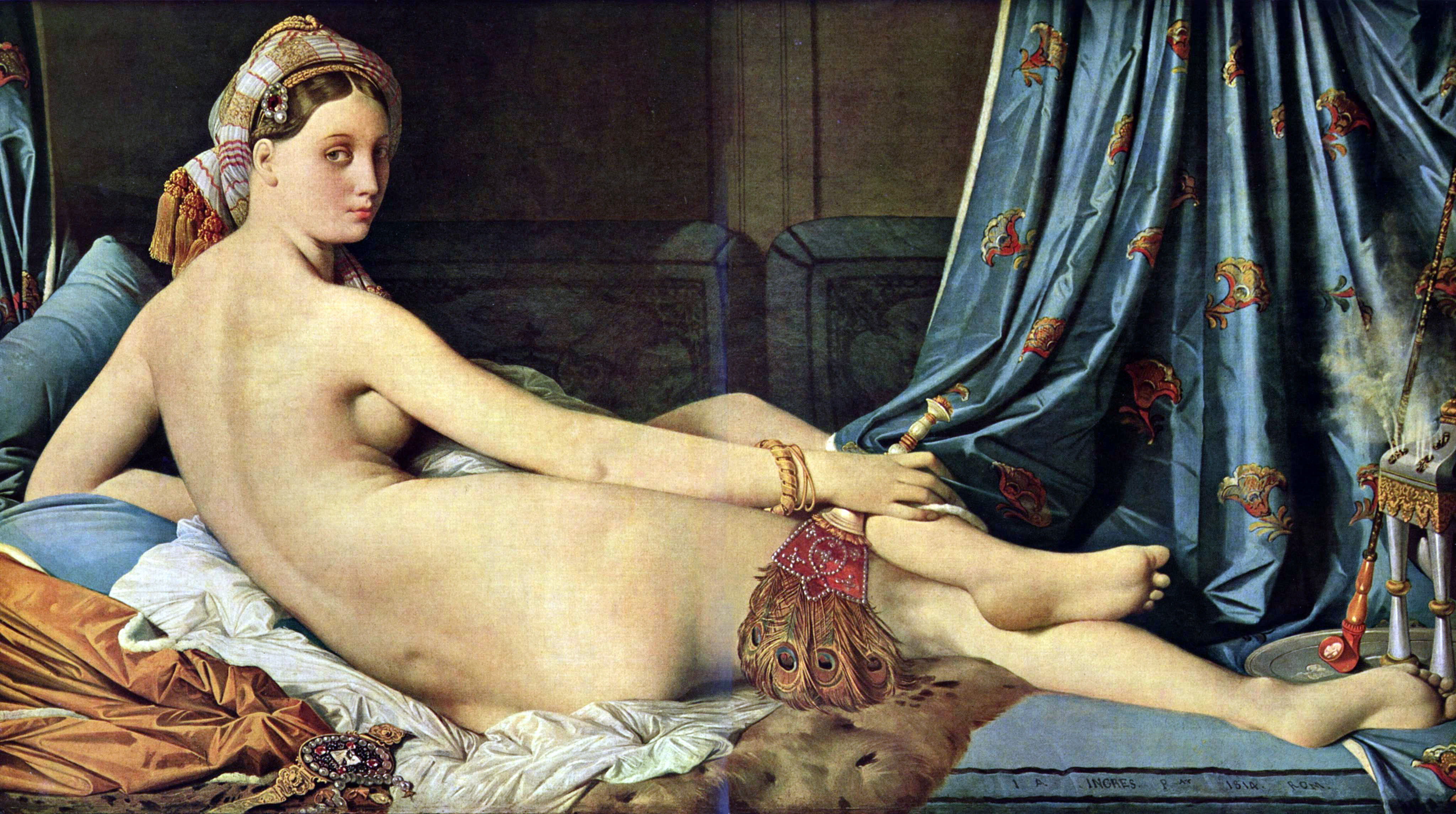
Энгр. «Большая одалиска».

Древние христиане не одобряли браки, которые допускали язычники в Римской империи, например, отношения конкубината — длительного сожительства мужчины со свободной, незамужней женщиной. Брачная жизнь христиан, по учению Церкви, должна соответствовать христианским нравственным правилам: «вступать в брак следует не по страсти, а с мыслью о Боге, о Его нравственном законе и во славу Его». Поэтому христиане, вступая в брак по гражданским законам Римской империи, предварительно испрашивали на него благословение у своего епископа. О намерении заключить брак объявлялось в Церкви до заключения гражданского договора. Тертуллиан писал, что истинный брак совершался перед лицом церкви, освящался молитвой и скреплялся Евхаристией. Таким образом, христиане вступали в брак и через церковное благословение, и через принятый в Римском государстве юридический договор.
Василий Великий называет конкубинат блудом, однако, как пишет он, если ныне сожительствующие решают вступить в брак, то им можно разрешать это «да не горшее что будет», но с наложением епитимьи.
Блуд не есть брак, и даже не начало брака. Посему совокупившихся посредством блуда лучше разлучать, если возможно. Если же всемерно держатся сожития (конкубината), то да приимут епитимию блуда: но да оставятся в сожитии брачном, да не горшее что будет (26-е правило святителя Василия Великого).
Однако другое мнение говорит что брак посредством договора не является таинством и может быть назван конкубинатом:
Конкубинат считается дозволенным: ибо имеющий наложницею честную женщину и делающий это открыто, по-видимому, имеет её как жену; а в противном случае грешит по отношению к ней блудом (Матфей Властарь. Синтагма. П. гл.17).
тот, кто не имеет жены, но имеет вместо жены конкубину, не должен отлучаться от причастия; однако, да будет довольствоваться он союзом с одной женщиной, будь она женой или конкубиной – что его больше устраивает (решение Первого Толедского собора).

## В колониях европейских держав

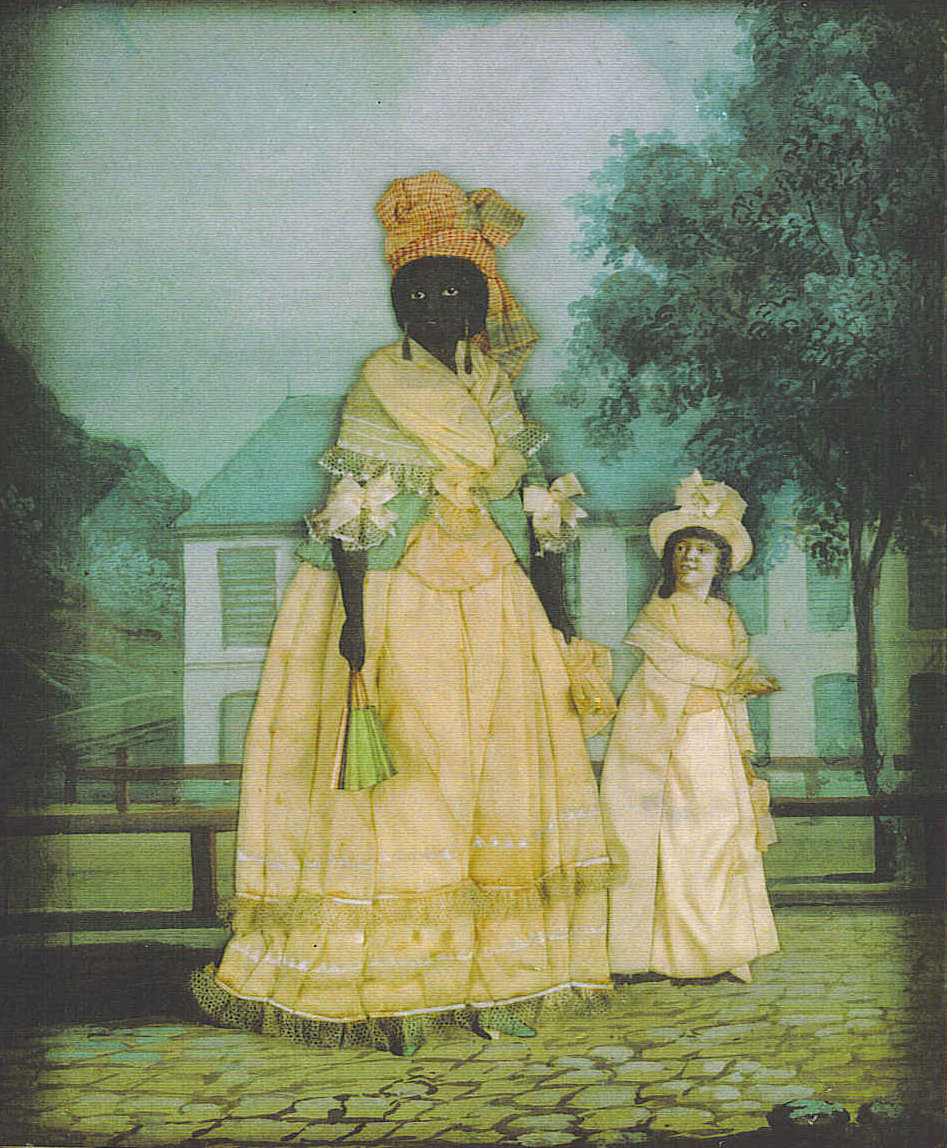
Свободная чернокожая женщина с дочерью, конец XVIII века, Новый Орлеан

Европейские военные и купцы, осваивавшие колонии в Америке и торговавшие с полузависимыми странами Азии, также нередко имели постоянные связи в этих регионах (при наличии жён на родине, в метрополии). В ранней истории США в населённых франкоязычными поселенцами штатах это явление получило значительное распространение и стало известно как пласаж.